# Dinodiplura ambulacra
Dinodiplura
Genre
Espèce
Dinodiplura ambulacra, unique représentant du genre Dinodiplura, est une espèce fossile d'araignées mygalomorphes de la famille des Dipluridae.

## Distribution
Cette espèce a été découverte dans la formation Crato dans le Ceará au Brésil. Elle date du Crétacé.

## Publication originale
- Selden, Casado & Mesquita, 2006 : Mygalomorph spiders (Araneae: Dipluridae) from the Lower Cretaceous Crato Lagerstatte, Araripe Basin, north-east Brazil. Palaeontology (Oxford), vol. 49, no 4, p. 817-826.